# Calvin (Ontario)
Calvin – gmina (ang. township) w Kanadzie, w prowincji Ontario, w dystrykcie Nipissing.
Powierzchnia Calvin to 139,17 km².
Według danych spisu powszechnego z roku 2001 Calvin liczy 603 mieszkańców (4,33 os./km²).